# Памятник Конфуцию (Казань)
Памятник Конфуцию в Казани — статуя древнего китайского философа, установленная в 2024 году по инициативе руководства Казанского федерального университета (КФУ). Официальное название памятника: «Учитель десяти тысяч поколений». Это пятый по времени появления памятник Конфуцию в России, если учитывать только скульптуры, установленные на открытом воздухе. Ранее памятники Конфуцию были установлены: в 2008 году — бюст в Санкт-Петербурге (во дворе Восточного факультета СПбГУ) и статуя в Москве (на территории китайского делового центра «Парк Хуамин»), в 2009 году — статуя в Санкт-Петербурге (на территории РГПУ имени А. И. Герцена), в 2010 году — статуя в Боровском районе Калужской области (на территории этнографического парка «Этномир»). В то же время, в январе 2020 года небольшая интерьерная статуя древнего китайского философа, подаренная генеральным консулом Китая в Казани, была установлена в стенах Института Конфуция при КФУ.    

## Территориальное расположение
Памятник Конфуцию находится в центре Казани, в сквере у главного корпуса Научной библиотеки имени Н. И. Лобачевского КФУ (ул. Кремлёвская, 35), на площадке, служащей верхней террасой для лестницы в Ленинском саду.  

## Описание

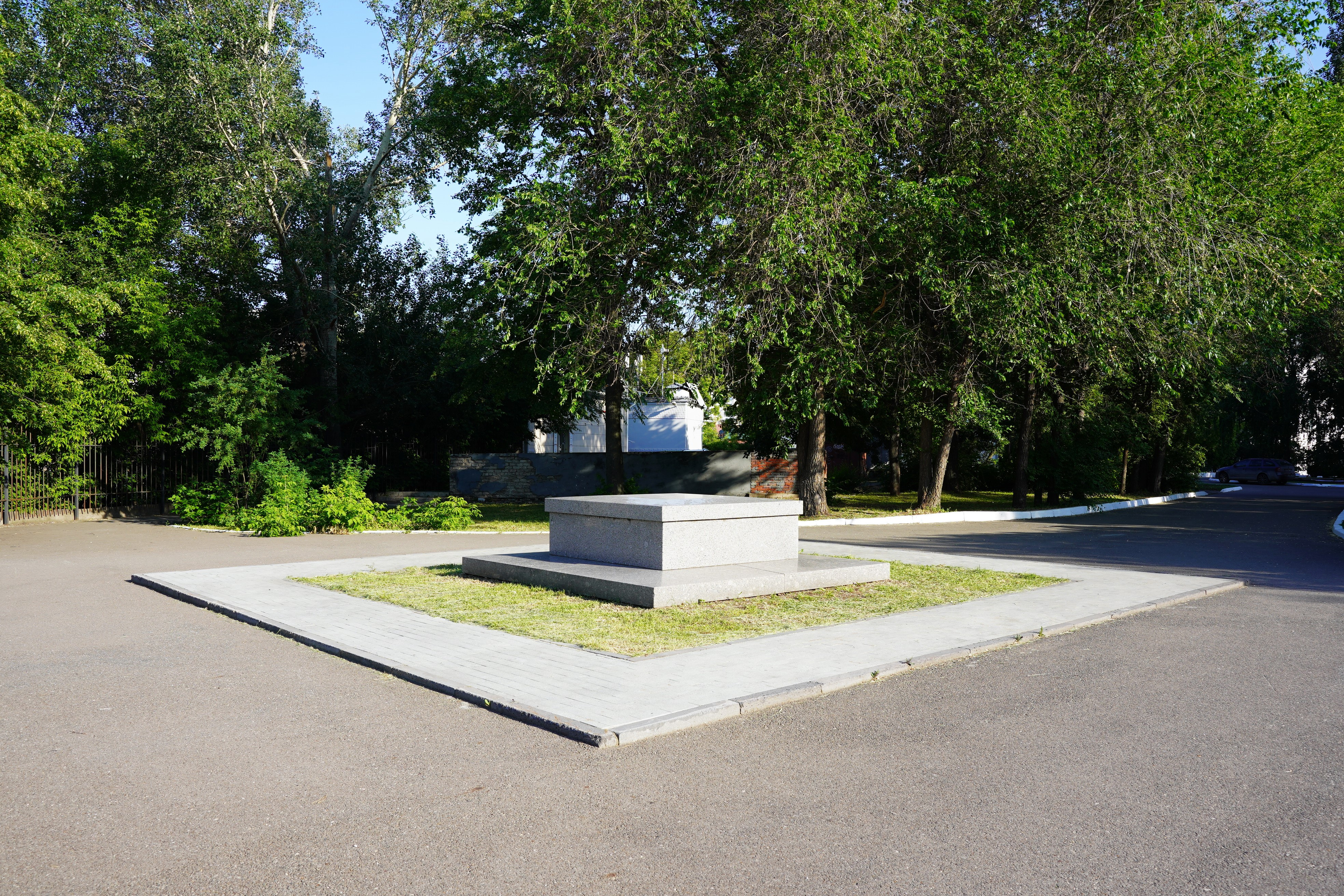
Верхняя терраса над лестницей Ленинского сада в июне 2024 года. Это место, где в советский период стояли памятники Ленину: бюст (1924—1925) и статуя (1925—1977). В октябре 2024 года здесь появился памятник Конфуцию

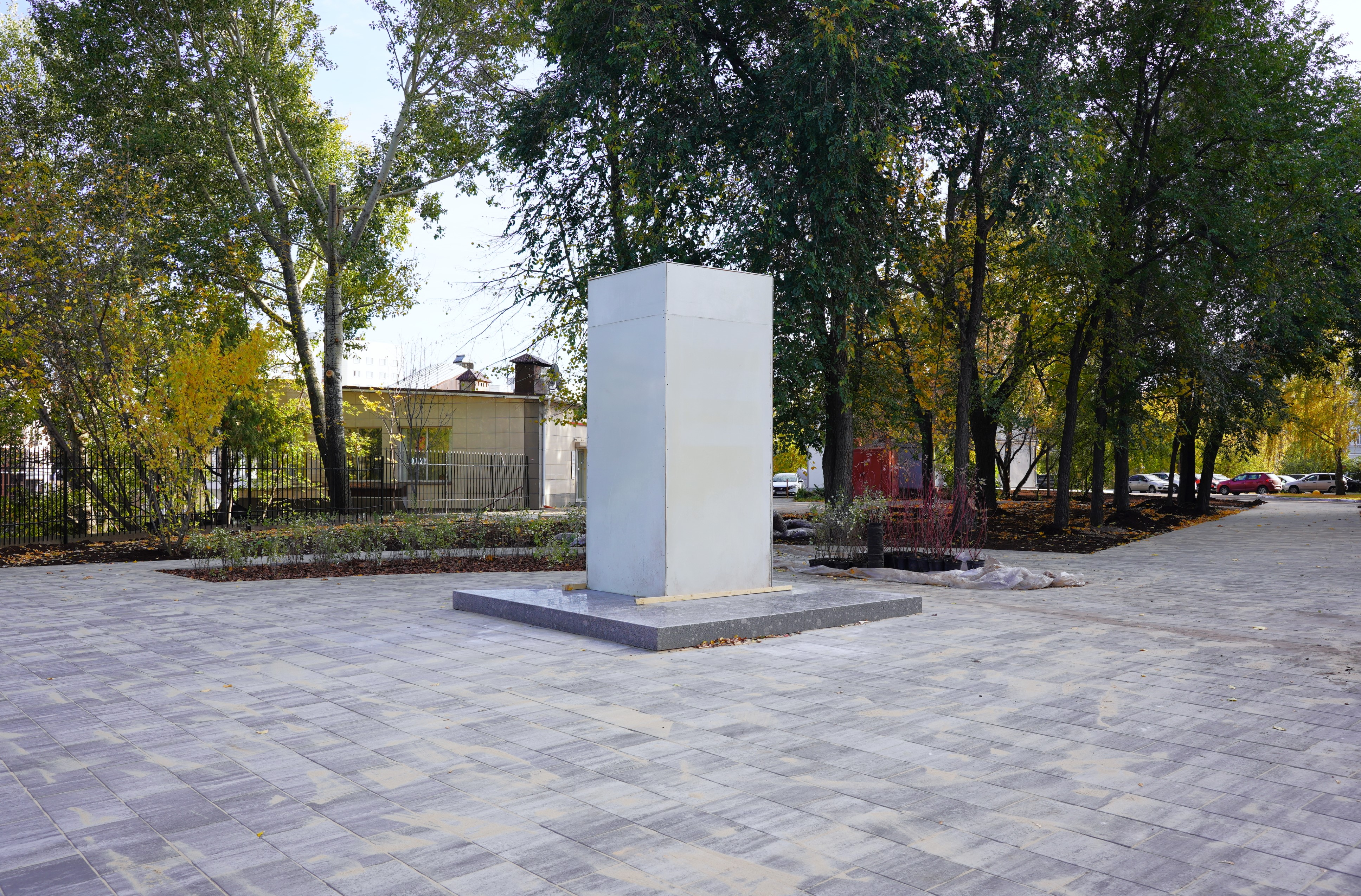
Памятник Конфуцию в коробе, ждущий открытия

Памятник Конфуцию представляет собой статую китайского философа, установленную на гранитный постамент кубической формы. Общая высота скульптуры и постамента — около 2,5 м. 
Конфуций обращён лицом к зданию Научной библиотеки имени Н. И. Лобачевского. Он изображён облачённым в традиционный костюм ханьцев Китая (ханьфу) с широкими ниспадающими рукавами, сложив руки перед собой. Со спокойным выражением лица философ всматривается вдаль.
Ступенчатая гранитная конструкция постамента установлена на широкое основание. Основную часть постамента составляет объём кубической формы, с лицевой стороны которого установлена табличка с надписями на русском и китайском языках: «Конфуций, великий китайский философ, 551—479 гг. до н.э.».

## История
Памятник Конфуцию установлен на том месте, на котором ранее уже стояли памятники вождю Великой Октябрьской социалистической революции Владимиру Ильичу Ленину. Первым на этом месте был установлен бюст Ленина работы скульптора М. Я. Харламова, простоявший с ноября 1924 года до июня 1925 года. Затем здесь появилась статуя Ленина работы скульптора Н. И. Шильникова, простоявшая с 1925 до 1977 годов. После этого в течение 47 лет это место пустовало, но в 2024 году здесь появился памятник древнему китайскому философу Конфуцию. Он стал третьей по счёту скульптурой, установленной на верхней террасе у лестницы, ведущей в Ленинский сад. 
Одно их принципиальных отличий между памятниками Ленину и Конфуцию — их различная ориентация относительно сторон. Бюст и статуя Ленина лицевой стороной ориентировались на лестницу в Ленинском саду, так как являлись неотъемлемой частью этого архитектурного сооружения, которое задумывалось в 1924 году архитектором Ф. П. Гавриловым (1890—1926) как мемориальный комплекс в память вождя пролетариата. Памятник Конфуцию повернут в противоположную сторону — в направлении Научной библиотеки имени Н. И. Лобачевского КФУ. Тем самым проведено смысловое разграничение между верхней террасой, предусмотренной для установки памятника, и лестницей, хотя изначально это было единое архитектурное пространство, имевшее мемориальную функцию. 
О решении установить в Казани памятник Конфуцию стало известно в сентябре 2024 года. Установку скульптуры осуществили 8 октября 2024 года, после чего её закрыли в короб до начала XVI саммита БРИКС, проходившего в Казани 22—24 октября этого же года. Ожидалось, что в церемонии открытия памятника Конфуцию примет участие один из ключевых участников саммита БРИКС председатель Китайской Народной Республики Си Цзиньпин, но в итоге уровень представительства Китая оказался скромнее. 
Церемония открытия памятника Конфуцию в Казани состоялась 23 октября 2024 года. Официально это мероприятие приурочили к XVI саммиту БРИКС и 75-летию установления дипломатических отношений между Китаем и Россией. Делегацию Китая на открытии возглавлял заместитель заведующего отделом пропаганды ЦК Компартии Китая и гендиректор Медиакорпорации Китая (CMG) Шэнь Хайсюн, а главными персонами с российской стороны были заместитель министра цифрового развития, связи и массовых коммуникаций РФ Бэлла Черкесова, генеральный директор ВГТРК Олег Добродеев и ректор КФУ Ленар Сафин. 
Через несколько дней после открытия памятника Конфуцию журналисты интернет-издание «БИЗНЕС Online», проверив скульптуру с внешней стороны, выяснили, что она не каменная, как утверждалось изначально, а пластиковая: «фигура китайского философа выполнена из пластика и установлена на гранитный постамент. В день открытия, на которое ждали китайского лидера Си Цзиньпина, СМИ сообщили, что фигура из камня. В пресс-службе вуза не ответили на запрос «БИЗНЕС Online» о нестыковке».